# Improvvisazione (musica)

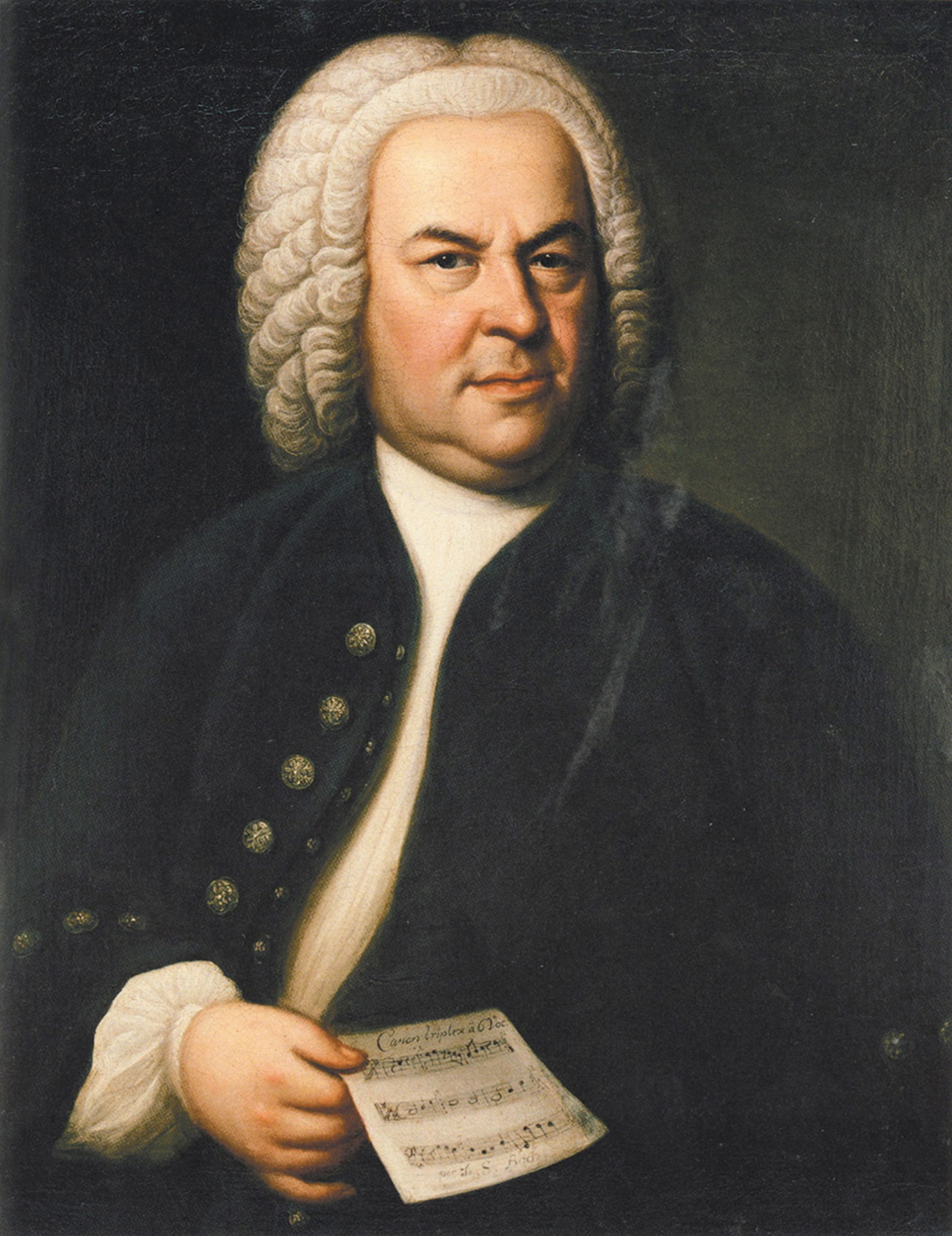
Johann Sebastian Bach

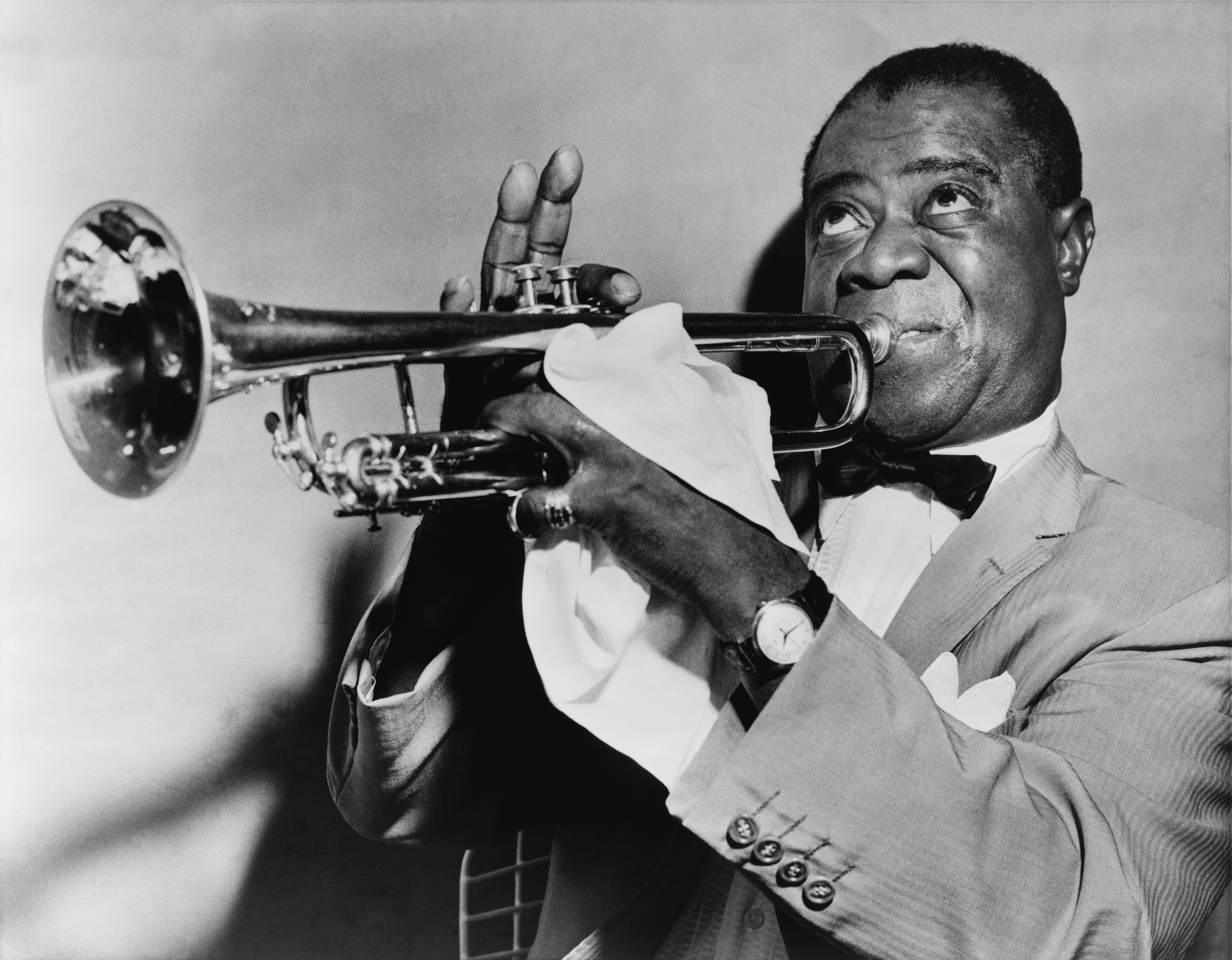
Louis Armstrong, maestro dell'improvvisazione tematica

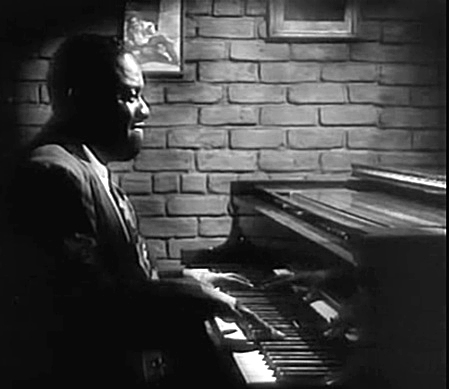
Art Tatum

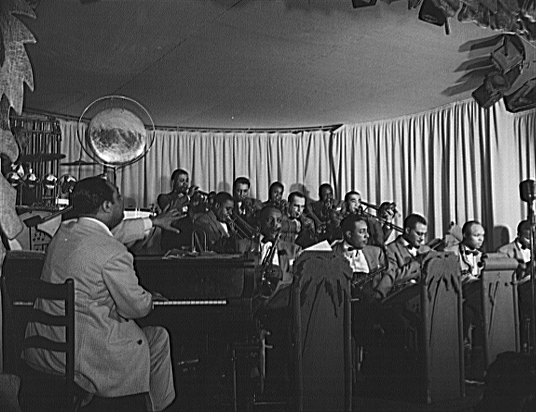
L'orchestra di Duke Ellington alla Hurricane Ballroom

L'improvvisazione in musica è un'attività estemporanea, durante la quale l'improvvisatore produce un materiale sonoro non stabilito in precedenza. L'improvvisazione può avvenire all'interno di una struttura prestabilita (dunque non improvvisata) oppure no. Può essere idiomatica, ovvero legata a un certo stile musicale, o non idiomatica, cioè deliberatamente contrapposta a convenzioni stilistiche. L'improvvisazione jazz (mainstream) è un tipico esempio di improvvisazione strutturata e idiomatica, in cui il solista inventa una melodia estemporanea utilizzando un linguaggio consolidato all'interno della struttura di uno standard. 

## Storia
L'idea di improvvisazione risale ad epoche remote. È praticamente certo che nella musica occidentale la pratica improvvisativa fosse molto presente (e forse costituiva la parte dominante dell'esecuzione musicale) nell'epoca che va dalle origini alla codifica gregoriana della musica sacra. Nell'ars antiqua, prima della polifonia vera e propria, era praticata la forma dell'organum, in cui alla melodia gregoriana (vox principalis) veniva sovrapposta una seconda voce (vox organalis), di solito improvvisata, che l'accompagnava in forma libera ad intervalli variabili per poi concludere all'unisono.
Anche nei secoli seguenti la pratica improvvisativa fu sempre presente: ad esempio, certe forme musicali classiche sono basate sull'improvvisazione, come i preludi, le toccate, le fantasie: la Fantasia e fuga in sol minore (BWV 542) o la fuga a 3 che apre l'Offerta musicale (BWV 1079) di Johann Sebastian Bach sono probabilmente improvvisazioni trascritte successivamente su spartito.
Molti grandi clavicembalisti e organisti dal XVI secolo fino al XVIII secolo furono maestri dell'arte improvvisativa, ad esempio Giovanni Gabrieli, Girolamo Frescobaldi, Dietrich Buxtehude e Johann Sebastian Bach. Non era raro assistere anche a gare di improvvisazione (ad esempio, fra Wolfgang Amadeus Mozart e Muzio Clementi oppure tra Domenico Scarlatti e Georg Friedrich Händel). Il giovane Ludwig van Beethoven, pianista a Vienna, partecipava a serate in cui si tenevano gare di improvvisazione. Fino all'inizio del XIX secolo i compositori lasciavano talvolta spazio all'improvvisazione nei loro spartiti, indicando una cadenza, cioè una parte melodica che doveva essere sviluppata dal solista; diversamente da altre forme d'improvvisazione, questa veniva spesso scritta dal solista stesso prima del concerto.
Dal 1800 in poi nella musica classica moderna (escludendo l'avanguardia) ed in generale nella musica colta occidentale, l'improvvisazione è venuta ad essere considerata secondaria rispetto alla fedeltà dell'interpretazione di quanto scritto nelle partiture.
In seguito nella tradizione jazzistica questa visione viene stravolta: gli spartiti vengono messi in secondo piano (spesso sono solo canovacci di accordi e melodie principali, oppure non esistono proprio), e quello che dona il senso ad un'esecuzione è la sensibilità del musicista che improvvisa la sua "creazione estemporanea".
Molto spesso i brani eseguiti sono noti e diffusi nell'ambiente jazzistico (i cosiddetti standard), utilizzati come traccia comune per l'improvvisazione, singola o collettiva, e possono essere modificati al punto da risultare quasi irriconoscibili rispetto alle versioni precedenti.
Questo richiede una condivisione delle convenzioni musicali da parte dei musicisti e, oltre all'inventiva, una notevole padronanza dello strumento musicale e dell'armonia (derivate dallo studio teorico) da parte del jazzista.

## Stili d'improvvisazione
La trattazione delle numerose tecniche (sostituzioni di accordi, nuove scale, pattern, frasi spostate di semitoni, eccetera), gli stili e le modalità di improvvisazione che si sono sviluppati nel tempo è materia molto estesa e di difficile classificazione.
Semplificando, si possono distinguere le seguenti categorie improvvisative:
- parafrasi (lievi modifiche del tema musicale)
- creazione di melodie originali (sviluppate seguendo l'armonia)
- creazione libera (il musicista non fa riferimento a regole o armonie).

### Improvvisazione moderna
Un po' più moderno è il tipo di improvvisazione di molti gruppi musicali rock degli anni sessanta e settanta. Da Jimi Hendrix ai Cream, dai Led Zeppelin ai Deep Purple, le parti strumentali venivano sovente dedicate agli assolo di chitarra o tastiera, dove il musicista, nei concerti dal vivo, variava la propria parte strumentale rispetto a quella contenuta nell'album registrato in studio.
Con l'avvento del rock progressivo, nonostante gli ampi spazi dedicati agli strumenti, l'improvvisazione degli assolo venne ridimensionata per via della perfezione (probabilmente giudicata tale dai compositori) delle parti strumentali registrate in studio. Un esempio lampante è rappresentato dal solo di Steve Hackett nel brano "Firth of Fifth" dei Genesis, contenuto nell'album Selling England by the Pound. Tuttavia, i pionieri del progressive anni settanta, i King Crimson, in particolare nel periodo '74-'75, dedicarono ampio spazio all'improvvisazione. Brani come "Starless and Bible Black" o "The Mincer", contenuti nell'album Starless and Bible Black, erano frutto delle improvvisazioni eseguite durante i concerti. I bootleg che testimoniano l'attività concertistica del gruppo in quel periodo ne sono un chiaro esempio , così come il cofanetto The Great Deceiver (dove i brani improvvisati presentano un titolo ciascuno, tuttavia, nella maggior parte dei casi, non si tratta né di canzoni presenti negli album, né verranno riproposti nei live successivi).
Anche Frank Zappa amava dirigere il proprio complesso come se fosse un direttore d'orchestra e un esempio può essere quello del live al Roxy nel 1973.
Fra i più celebri musicisti con notevoli capacità di improvvisare, degno di nota è il jazzista statunitense Bobby McFerrin, che nei suoi live diverte e coinvolge il pubblico con grande maestria, lasciando talvolta le redini del brano ad un componente del pubblico stesso.

### Tematica
L'improvvisazione tematica, tipica del Dixieland, è una delle forme più semplici e tradizionali di improvvisazione e si basa su uno sviluppo melodico che segue le progressioni e le modulazioni armoniche (in sostanza lo schema degli accordi) del brano. 
Il solista suona su uno o più giri armonici del tema, producendosi in variazioni e parafrasi del tema, usando le note delle scale musicali associate a ciascun accordo.
Non è difficile eseguire assoli in questo modo, ma è molto facile cadere nella ripetizione e nella monotonia, e solo grandi artisti riescono a non annoiare seguendo questa linea improvvisativa.
Un esempio è lo stile di Louis Armstrong che si basava sulla modifica e le variazioni del tema principale.

### Armonica
Un nuovo impulso alla tecnica dell'improvvisazione fu data dall'adozione, soprattutto da parte dei protagonisti della rivoluzione bebop (e tra i massimi Dizzy Gillespie e Charlie Parker) di tecniche d'improvvisazione fondate principalmente sull'impianto armonico del pezzo. Il solista che adotta questo stile si svincola completamente dal materiale tematico e sviluppa il suo assolo principalmente basandosi sulla progressione degli accordi del brano (progressione che può essere la stessa del tema o essere differenziata nella sezione solistica). In aggiunta, ogni accordo può subire delle piccole variazioni (sostituzioni armoniche) o anche dalla consuetudine e dall'evoluzione negli anni del linguaggio jazzistico.
Un approccio molto originale all'improvvisazione armonica fu quello perseguito, con largo anticipo sui bopper (che furono da lui influenzati), dal pianista Art Tatum che nella maggior parte delle sue esecuzioni, mantiene la melodia sostanzialmente invariata, mentre improvvisa nuove armonie e impianti accordali.
In questo stile, il ricorso ai cromatismi è molto frequente e nell'impianto complessivo dei pezzi, si nota una minore attenzione alla melodia (accade che il tema sia a volte un mero pretesto per lanciare l'improvvisazione, specialmente nell'opera di Parker) e agli arrangiamenti, mentre si esaspera la ricerca armonica e il ricorso ad accordi più esotici (di tredicesima, diminuiti etc.) rispetto al periodo precedente.
Nel jazz il solista resta comunque vincolato al giro armonico del brano (esposto normalmente dal pianoforte) e da qui - dato il numero limitato di strutture in uso - la tendenza compositiva a costruire progressioni armoniche sempre più complesse, cui reagirà il movimento modale.
Dal punto di vista tecnico questo stile continua a prevalere per la maggior parte degli anni cinquanta ed è quello adottato ad esempio dalla prima maniera del quintetto di Miles Davis, ed è tuttora il favorito (assieme allo stile modale) del mainstream jazz, del pop e del rock.

### Modale
(Miles Davis)
Un nuovo approccio all'improvvisazione fu teorizzato da George Russell (compositore, pianista e musicologo) nella sua opera intitolata "Il concetto cromatico Lidio di organizzazione tonale" (The Lydian Chromatic Concept of Tonal Organization). L'album Kind of Blue (1959) di Miles Davis fu uno dei primi esempi di modale. In questo nuovo modo di intendere l'improvvisazione, si dà più importanza alla dimensione verticale dell'armonia (cioè alle possibilità melodiche contenute in ogni singolo accordo/modo) che a quella orizzontale (i rapporti di tensione e risoluzione di stampo tonale che legano gli accordi in successione). Questo permette l'utilizzo di accordi inusuali, e richiede tendenzialmente una dilatazione del ritmo armonico. In questo senso, è particolarmente esemplificativo il brano So What, la cui struttura armonica è un lungo pedale di Re Dorico che sale di semitono nel bridge, e costituisce una specie di tappeto sonoro su cui il musicista può espandere al massimo la sua inventiva melodica.
Lo stile modale dominò la scena del jazz d'avanguardia per tutta la prima parte degli anni sessanta, e venne in diversi periodo adottato, oltre che dal già citato Davis, dai massimi nomi del periodo, quali John Coltrane, Bill Evans, Herbie Hancock, diventando poi parte integrante del bagaglio tecnico mainstream dei musicisti jazz.

### Free jazz
Il free jazz è un approccio radicale all'improvvisazione, che tenta di svincolare il più possibile la creazione estemporanea da elementi predeterminati. Diversi jazzisti nel corso degli anni hanno inteso ognuno a modo proprio questa esigenza, di volta in volta conservando o eliminando elementi della tradizione.
Ornette Coleman, con il suo album Free Jazz: A Collective Improvisation del 1961, è generalmente considerato padre del movimento, tuttavia esistono alcuni esempi antecedenti. Intuition e Digression, incise da Lennie Tristano col suo sestetto nel 1949 sono il primo esempio documentato di improvvisazione collettiva priva di elementi predeterminati. Dagli anni '60, diversi musicisti esplorano la dimensione dell'improvvisazione free: John Coltrane, Cecil Taylor, Don Cherry, Albert Ayler e altri. 
Verso la fine degli anni sessanta nasce il movimento free improvisation, ispirato dal free jazz americano e dalla musica contemporanea. In particolare musicisti come il chitarrista Derek Bailey, i sassofonisti Peter Brötzmann e Evan Parker, il bassista Barre Phillips ed il batterista John Stevens svilupparono questo linguaggio, rifuggendo l'etichetta "free jazz", e descrivendo la propria musica come "improvvisazione non idiomatica" o  "composizione istantanea" per enfatizzare l'aspetto formale delle performance effettuate.

## L’improvvisazione nel jazz mainstream
Il linguaggio solistico e le convenzioni sviluppate nel periodo bebop si sono col tempo cristallizzate nello stile jazzistico oggi chiamato mainstream. Nonostante le numerose direzioni prese dal jazz dopo il bebop, il mainstream rimane oggi un punto di riferimento anche per i jazzisti più all’avanguardia, soprattutto per quel che riguarda la didattica e la pratica delle jam session.
Questa musica si basa su un repertorio comune, formato da brani detti standard. Gli standard si prestano alla rielaborazione estemporanea, in quanto sono costituiti da una sola sezione (il chorus), regolare al suo interno, che può essere ripetuta ciclicamente. Tendenzialmente si tratta di strutture a 32 battute (nel caso delle song) o 12 battute (nel caso dei blues). In questa forma è contenuta una melodia (il tema) e una successione di accordi, espressi tramite sigle.
In secondo luogo, esistono una serie di convenzioni su come gli standard debbano essere eseguiti. Secondo la prassi consueta, l’esecuzione di uno standard potrebbe essere realizzata in questo modo:
- Introduzione.
- Esposizione del tema da parte del solista principale.
- Solo improvvisato del solista principale.
- Soli degli altri musicisti (tendenzialmente prima gli strumenti melodici, poi quelli armonici, infine il basso).
- Scambi: ovvero quattro battute suonate da un solista a cui risponde per altre quattro battute la batteria, per la durata di uno o più chorus (sui tempi veloci si usano spesso scambi da otto).
- Nuova esposizione del tema.
- Coda.

Questa struttura va intesa come una serie di possibilità che possono essere utilizzate, omesse o riordinate a piacimento dai musicisti. È frequente che non ci sia introduzione o coda, che non tutti i musicisti realizzino un solo (soprattutto basso e batteria), che l’ordine dei soli non sia quello indicato, eccetera. La struttura del brano può essere prestabilita o completamente improvvisata.
Durante il solo, il solista di turno inventa estemporaneamente una nuova melodia, che sia compatibile con la struttura armonica del brano. La sezione ritmica accompagna, esplicitando tempo, metro, struttura e armonia. È importante notare che tutti i musicisti, anche chi accompagna, stanno improvvisando: gli accenti della batteria, la scelta del percorso del walking bass, i voicing e l’andamento ritmico di piano o chitarra non sono mai prefissati, ma realizzati estemporaneamente. Anche l’esposizione del tema è sempre personalizzata dal solista, nella scelta del suono, del ritmo, negli eventuali abbellimenti e variazioni. Alcuni critici distinguono tra la vera e propria improvvisazione (che implica la creazione ex novo di materiale musicale), e l’estemporizzazione, che è appunto la realizzazione estemporanea di un materiale parzialmente predeterminato. Il fatto che tutti gli strumenti abbiano un certo margine di libertà consente l'interplay, ovvero l'interazione tra i musicisti.